# Lėvuo
Lėvuo – rzeka na Litwie, prawy dopływ Muszy. Ma 148 kilometrów długości, co czyni ją 13 najdłuższą rzeką na Litwie.
Średni przepływ wody przy mieście Kupiszki wynosi 2,06 m³/s
Powierzchnia zlewni wynosi 1588 km², bądź 1628,5 km².
Rzeka w 1931 r. została połączona kanałem Sanzile z rzeką Nevezis.
Głębokość rzeki waha się od 0,6 do 1,2 m. Powierzchnia zlewni rzeki jest płaska, a warunki odpływu słabe, co powoduje nadmiar podmokłych obszarów. Latem i jesienią mogą wystąpić powodzie deszczowe, trwające 10–12 dni. Podczas powodzi poziom wody podnosi się w górnym i dolnym odcinku o 0,7–1,2 m, w środkowym o 1–1,5 m.

## Przebieg
Źródło rzeki znajduje się 6 km na północny zachód od Skopiszek, w lesie Notigale. Przepływa przez nizinę środkowolitewską. Od źródła do mostu na trasie Kupiszki-Ponedele płynie na północny zachód, następnie skręca na płn. wschód, od wsi Poławień płynie na zachód, od kanału Sanzile skręca na północ. Wpływa do Muszy 50 kilometrów od jej ujścia do Niemna.